# Bibern (Schaffhausen)
Bibern je bivša općina u Švicarskoj u kantonu Schaffhausen koja se 2009. priključila Thayngenu.

## Zemljopis
Bargen je naselje u Švicarskoj te je nekoliko kilometara sjeverno od grada Schaffhausena s oko 250 m nadmorske visine. I tamo je najsjeverniji granični prijelaz Švicarske. Danas Pripada općini Thayngen.

## Povijest
1860. je osnovana ova općina, a 2009. spojila se s Thayngenom.

## Stanovništvo
Prema službenim statistikama popisa stanovništva Biberna.
| Godina | Broj stanovnika |
| ------ | --------------- |
| 1860.  | 229             |
| 1880.  | 178             |
| 1900.  | 143             |
| 1910.  | 152             |
| 1930.  | 192             |
| 1930.  | 192             |
| 1950.  | 189             |
| 1970.  | 183             |
| 1990.  | 263             |
| 2006.  | 243             |

## Gospodarstvo
Većinom se živi od poljoprivrede.